# National Board of Review Award/Bester Hauptdarsteller
Gewinner des Preises des National Board of Review in der Kategorie Bester Hauptdarsteller (Best Actor).
Am erfolgreichsten in dieser Kategorie waren die US-amerikanischen Schauspieler George Clooney und Gene Hackman, die den Preis bisher drei Mal gewinnen konnten. 25 Mal gelang es der Filmkritikervereinigung, vorab den Oscar-Gewinner zu präsentieren, zuletzt 2022 geschehen, mit der Preisvergabe an Will Smith (King Richard).
Die Jahreszahlen der Tabelle nennen die bewerteten Filmjahre, die Preisverleihungen fanden jeweils im Folgejahr statt.
| Jahr | Preisträger                   | Filmtitel                                                  | Deutscher Titel                                                  |
| ---- | ----------------------------- | ---------------------------------------------------------- | ---------------------------------------------------------------- |
| 1937 | Humphrey Bogart               | Black Legion                                               | Geheimbund Schwarze Legion                                       |
| 1942 | George Sanders                | The Moon and Sixpence                                      | Der Besessene von Tahiti                                         |
| 1945 | Ray Milland ¹                 | The Lost Weekend                                           | Das verlorene Wochenende                                         |
| 1946 | Laurence Olivier              | Henry V                                                    | Heinrich V.                                                      |
| 1947 | Michael Redgrave              | Mourning Becomes Electra                                   | nicht bekannt                                                    |
| 1948 | Walter Huston ²               | The Treasure of the Sierra Madre                           | Der Schatz der Sierra Madre                                      |
| 1949 | Ralph Richardson              | The Heiress The Fallen Idol                                | Die Erbin Kleines Herz in Not                                    |
| 1950 | Alec Guinness                 | Kind Hearts and Coronets                                   | Adel verpflichtet                                                |
| 1951 | Richard Basehart              | Fourteen Hours                                             | Vierzehn Stunden                                                 |
| 1952 | Ralph Richardson              | The Sound Barrier                                          | Der unbekannte Feind                                             |
| 1953 | James Mason                   | Face to Face The Desert Rats The Man Between Julius Caesar | nicht bekannt Die Wüstenratten Gefährlicher Urlaub Julius Caesar |
| 1954 | Bing Crosby                   | The Country Girl                                           | Ein Mädchen vom Lande                                            |
| 1955 | Ernest Borgnine ¹             | Marty                                                      | Marty                                                            |
| 1956 | Yul Brynner ¹                 | The King and I Anastasia The Ten Commandments              | Der König und ich Anastasia Die zehn Gebote                      |
| 1957 | Alec Guinness ¹               | The Bridge on the River Kwai                               | Die Brücke am Kwai                                               |
| 1958 | Spencer Tracy                 | The Old Man and the Sea The Last Hurrah                    | Der alte Mann und das Meer Das letzte Hurra                      |
| 1959 | Victor Sjöström               | Smultronstället                                            | Wilde Erdbeeren                                                  |
| 1960 | Robert Mitchum                | The Sundowners Home from the Hill                          | Der endlose Horizont Das Erbe des Blutes                         |
| 1961 | Albert Finney                 | Saturday                                                   | Samstagnacht bis Sonntagmorgen                                   |
| 1962 | Jason Robards                 | Long Day’s Journey into Night Tender is the Night          | nicht bekannt Zärtlich ist die Nacht                             |
| 1963 | Rex Harrison                  | Cleopatra                                                  | Cleopatra                                                        |
| 1964 | Anthony Quinn                 | Alexis Zorbas                                              | Alexis Sorbas                                                    |
| 1965 | Lee Marvin ¹                  | Cat Ballou Ship of Fools                                   | Cat Ballou – Hängen sollst du in Wyoming Das Narrenschiff        |
| 1966 | Paul Scofield ¹               | A Man for All Seasons                                      | Ein Mann zu jeder Jahreszeit                                     |
| 1967 | Peter Finch                   | Far from the Madding Crowd                                 | Die Herrin von Thornhill                                         |
| 1968 | Cliff Robertson ¹             | Charly                                                     | Charly                                                           |
| 1969 | Peter O’Toole                 | Goodbye, Mr. Chips                                         | Goodbye, Mr. Chips                                               |
| 1970 | George C. Scott ¹             | Patton                                                     | Patton – Rebell in Uniform                                       |
| 1971 | Gene Hackman ¹                | The French Connection                                      | French Connection – Brennpunkt Brooklyn                          |
| 1972 | Peter O’Toole                 | Man of La Mancha The Ruling Class                          | Der Mann von La Mancha nicht bekannt                             |
| 1973 | Al Pacino                     | Serpico                                                    | Serpico                                                          |
| 1973 | Robert Ryan                   | The Iceman Cometh                                          | nicht bekannt                                                    |
| 1974 | Gene Hackman                  | The Conversation                                           | Der Dialog                                                       |
| 1975 | Jack Nicholson ¹              | One Flew Over the Cuckoo's Nest                            | Einer flog über das Kuckucksnest                                 |
| 1976 | David Carradine               | Bound for Glory                                            | Dieses Land ist mein Land                                        |
| 1977 | John Travolta                 | Saturday Night Fever                                       | Nur Samstag Nacht                                                |
| 1978 | Laurence Olivier              | The Boys from Brazil                                       | The Boys from Brazil                                             |
| 1978 | Jon Voight ¹                  | Coming Home                                                | Coming Home – Sie kehren heim                                    |
| 1979 | Peter Sellers                 | Being There                                                | Willkommen Mr. Chance                                            |
| 1980 | Robert De Niro ¹              | Raging Bull                                                | Wie ein wilder Stier                                             |
| 1981 | Henry Fonda ¹                 | On Golden Pond                                             | Am goldenen See                                                  |
| 1982 | Ben Kingsley ¹                | Gandhi                                                     | Gandhi                                                           |
| 1983 | Tom Conti                     | Reuben, Reuben Merry Christmas Mr. Laurence                | Ruben, Ruben Furyo – Merry Christmas, Mr. Lawrence               |
| 1984 | Victor Banerjee               | A Passage to India                                         | Reise nach Indien                                                |
| 1985 | William Hurt ¹ Raúl Juliá     | Kiss of the Spider Woman                                   | Kuß der Spinnenfrau                                              |
| 1986 | Paul Newman ¹                 | The Color of Money                                         | Die Farbe des Geldes                                             |
| 1987 | Michael Douglas ¹             | Wallstreet                                                 | Wall Street                                                      |
| 1988 | Gene Hackman                  | Mississippi Burning                                        | Mississippi Burning – Die Wurzel des Hasses                      |
| 1989 | Morgan Freeman                | Driving Miss Daisy                                         | Miss Daisy und ihr Chauffeur                                     |
| 1990 | Robert De Niro Robin Williams | Awakenings                                                 | Zeit des Erwachens                                               |
| 1991 | Warren Beatty                 | Bugsy                                                      | Bugsy                                                            |
| 1992 | Jack Lemmon                   | Glengarry Glen Ross                                        | Glengarry Glen Ross                                              |
| 1993 | Anthony Hopkins               | The Remains of the Day Shadowlands                         | Was vom Tage übrig blieb Shadowlands                             |
| 1994 | Tom Hanks ¹                   | Forrest Gump                                               | Forrest Gump                                                     |
| 1995 | Nicolas Cage ¹                | Leaving Las Vegas                                          | Leaving Las Vegas                                                |
| 1996 | Tom Cruise                    | Jerry Maguire                                              | Jerry Maguire – Spiel des Lebens                                 |
| 1997 | Jack Nicholson ¹              | As Good As It Gets                                         | Besser geht’s nicht                                              |
| 1998 | Ian McKellen                  | Gods and Monsters                                          | Gods and Monsters                                                |
| 1999 | Russell Crowe                 | The Insider                                                | Insider                                                          |
| 2000 | Javier Bardem                 | Before Night Falls                                         | Before Night Falls                                               |
| 2001 | Billy Bob Thornton            | Monster's Ball The Man Who Wasn’t There Bandits            | Monster’s Ball The Man Who Wasn’t There Banditen!                |
| 2002 | Campbell Scott                | Roger Dodger                                               | Sex für Anfänger                                                 |
| 2003 | Sean Penn ¹                   | Mystic River 21 Grams                                      | Mystic River 21 Gramm                                            |
| 2004 | Jamie Foxx ¹                  | Ray                                                        | Ray                                                              |
| 2005 | Philip Seymour Hoffman ¹      | Capote                                                     | Capote                                                           |
| 2006 | Forest Whitaker ¹             | The Last King of Scotland                                  | Der letzte König von Schottland – In den Fängen der Macht        |
| 2007 | George Clooney                | Michael Clayton                                            | Michael Clayton                                                  |
| 2008 | Clint Eastwood                | Gran Torino                                                | Gran Torino                                                      |
| 2009 | George Clooney                | Up in the Air                                              | Up in the Air                                                    |
| 2009 | Morgan Freeman                | Invictus                                                   | Invictus – Unbezwungen                                           |
| 2010 | Jesse Eisenberg               | The Social Network                                         | The Social Network                                               |
| 2011 | George Clooney                | The Descendants                                            | The Descendants – Familie und andere Angelegenheiten             |
| 2012 | Bradley Cooper                | Silver Linings Playbook                                    | Silver Linings                                                   |
| 2013 | Bruce Dern                    | Nebraska                                                   | Nebraska                                                         |
| 2014 | Oscar Isaac                   | A Most Violent Year                                        | A Most Violent Year                                              |
| 2014 | Michael Keaton                | Birdman or (The Unexpected Virtue of Ignorance)            | Birdman oder (Die unverhoffte Macht der Ahnungslosigkeit)        |
| 2015 | Matt Damon                    | The Martian                                                | Der Marsianer – Rettet Mark Watney                               |
| 2016 | Casey Affleck ¹               | Manchester by the Sea                                      | Manchester by the Sea                                            |
| 2017 | Tom Hanks                     | The Post                                                   | Die Verlegerin                                                   |
| 2018 | Viggo Mortensen               | Green Book                                                 | Green Book – Eine besondere Freundschaft                         |
| 2019 | Adam Sandler                  | Uncut Gems                                                 | Der schwarze Diamant                                             |
| 2020 | Riz Ahmed                     | Sound of Metal                                             | Sound of Metal                                                   |
| 2021 | Will Smith ¹                  | King Richard                                               | King Richard                                                     |
| 2022 | Colin Farrell                 | The Banshees of Inisherin                                  | The Banshees of Inisherin                                        |
| 2023 | Paul Giamatti                 | The Holdovers                                              | The Holdovers                                                    |
| 2024 | Daniel Craig                  | Queer                                                      | Queer                                                            |

¹ = Schauspieler, die für ihre Rolle später den Oscar als Bester Hauptdarsteller des Jahres gewannen

² = 1948 wurde Preisträger Walter Huston für seine Rolle später mit dem Oscar als Bester Nebendarsteller des Jahres ausgezeichnet